# 戈亚斯阿拉苏
戈亚斯阿拉苏是巴西戈亚斯州的一个市镇。总面积153.599平方公里，总人口4449人，人口密度29人/平方公里。